# Гуськов, Александр Александрович
Алекса́ндр Алекса́ндрович Гусько́в (26 ноября 1976, Горький, РСФСР, СССР) — российский хоккеист, игравший на позиции защитника. Заслуженный мастер спорта России.

## Биография
Начал заниматься хоккеем в родном городе. Воспитанник нижегородской спортшколы. Один из лучших атакующих защитников за всю историю проведения чемпионатов России и чемпионатов СССР.
Выступал за команды «Мотор» Заволжье, «Трактор» (Челябинск, 1998; 2013), «Лада» (1999, 2006—2007, Тольятти), «Нефтехимик» (1999—2001, Нижнекамск), «Локомотив» (Ярославль, 2001—2004, 2007—2011, 2012—2013), «Ак Барс» (2004, Казань), «Авангард» (Омск, 2004—2006), ЦСКА (Москва, 2011—2012).
За карьеру Александр Гуськов забросил 145 шайб, став 2-м защитником-снайпером за всю историю проведения чемпионатов России и Чемпионатов СССР, уступив лишь легендарному Вячеславу Фетисову (153)
Рекордсмен ярославского «Локомотива» за всю историю клуба по забитым голам среди защитников — 93, а также по количеству забитых голов за один сезон среди защитников — 19.
Заслуженный мастер спорта России (2002).
После игровой карьеры работал экспертом на телеканалах «Матч ТВ» и «КХЛ ТВ», а также входил в состав Спортивно-дисциплинарного комитета (СДК) КХЛ. С 2019 по 2020 годы был президентом Региональной хоккейной лиги.
Вице-президент ООО «КХЛ» по развитию молодёжного хоккея.
Член Правления ООО «КХЛ». Член Совета Легенд Ночной хоккейной лиги. Член клуба «Легенды Хоккея» (№76).

## Образование
- Московский Государственный Университет Сервиса. Экономист. «Финансы и кредит».
- Санкт-Петербургский Государственный Университет им. Лесгафта. Теория и методика подготовки хоккеистов высокой квалификации, тренер
- Санкт-Петербургский Государственный Университет им. Лесгафта. Менеджмент (магистратура)[1].

## Семья
Женат, имеет сына Матвея, который тоже профессионально занимается хоккеем, и дочь Миллу.

## Достижения
Чемпионат мира
- Серебряный призёр: 2002

Еврохоккейтур
- Победитель: 2009, 2011

Чемпионат России / КХЛ
- Победитель: 2002, 2003
- Серебряный призёр: 2006, 2008, 2009
- Бронзовый призёр: 2011

Кубок европейских чемпионов
- Победитель: 2005

Континентальный кубок
- Серебряный призёр: 2003

Кубок Шпенглера
- Бронзовый призёр: 2003

## Призы
- «Самому результативному защитнику»: 2003

## Статистика
| Легенда | Легенда                    | Легенда | Легенда                   | Легенда | Легенда    |
| ------- | -------------------------- | ------- | ------------------------- | ------- | ---------- |
| И       | Количество проведённых игр | Штр     | Штрафное время            | +/−     | Плюс-минус |
| Г       | Голы                       | П       | Голевые передачи          | О       | Очки       |
| -       | Статистика неизвестна      | —       | Статистика не учитывалась |         |            |

## Награды
- Благодарность Президента Российской Федерации (09 октября 2023 года) — за вклад в развитие физической культуры и спорта, многолетнюю добросовестную работу[4]